# Jüdische Gemeinde Prichsenstadt
Die Jüdische Gemeinde Prichsenstadt war eine Israelitische Kultusgemeinde in der unterfränkischen Stadt Prichsenstadt im Landkreis Kitzingen. Bereits im 14. Jahrhundert sind Juden im Ort nachgewiesen. Die Gemeinde wurde von den Nationalsozialisten verfolgt und die letzten Mitglieder im Jahr 1942 deportiert.

## Geschichte
| Name                 | Erwähnt |
| Moses Bär            | 1799    |
| Isaak Falk           | 1801    |
| Löw Reichmann        | 1815    |
| Nathan Reichmann     | 1853    |
| Heumann Mandelbaum   | 1861    |
| Abraham Schwarz      | 1894    |
| Moses Herz           | 1894    |
| Bernhard Oppenheimer | 1897    |
| Salomon Bierschild   | 1902    |
| Alfred Grünebaum     | 1935    |

### Ansiedlung und Etablierung (bis 1933)
Eine jüdische Gemeinde in Prichsenstadt ist spätestens im 14. Jahrhundert nachzuweisen. Im Jahr 1368, ein Jahr nach der Stadterhebung durch Karl IV., erhielten die Juden eine Aufenthaltserlaubnis, mussten allerdings auf die Bürgerrechte verzichten. Spätestens ab dem Jahr 1381 waren sie verpflichtet einige Abgaben an den Stadtherren, die Krone Böhmens, zu entrichten. Die Aufenthaltserlaubnis wurde im Jahr 1413 bekräftigt und die Abgaben nochmalig festgeschrieben.
Im Jahr 1434 entrichteten die Prichsenstadter Juden insgesamt neun Gulden Reichssteuer. Nach der Eroberung der Stadt durch die Truppen des Hochstiftes Würzburg im Jahr 1462 führte Bischof Johann III. von Grumbach die Juden in Geiselhaft aus der Stadt. Ihm gelang es so, Schutzgeld zu erhalten. Für das Jahr 1469 sind insgesamt acht erwerbstätige Juden mit ihren Familien in Prichsenstadt nachgewiesen. Sie tauchten 1489 in einer Nürnberger Quelle als Kreditgeber erneut auf.
Durch die Markgrafen von Ansbach, die neue Herren über Prichsenstadt geworden waren, wurden wiederum mehrere Schutzbriefe für die Juden ausgestellt. Markgraf Friedrich V. und sein Nachfolger erwirkten in den Jahren 1511, 1529, 1530, 1532 und 1537 solche Briefe. In der Folgezeit erlaubte man den Juden auch den Gebäudeerwerb, so sind 1699 Jakob junior, Jakob senior und Salomon als Garten- beziehungsweise Hausbesitzer in der Kleinstadt zu finden.
Zwischen 1713 und 1722 erhielt die Stadt jährlich 22 Reichstaler als Schutzgeld von den Juden. Als Hausbesitzer werden 1734 Säckel, David, Lämmel und Falck erwähnt. Zu Beginn des 19. Jahrhunderts lebten 42 Juden in Prichsenstadt, sechs Familien waren als markgräfliche Schutzjuden anerkannt, während fünf Familien als sogenannte Toleranzjuden nur eine begrenzte Aufenthaltserlaubnis besaßen. Die Juden waren relativ arm und mussten nur geringes Schutzgeld zahlen.
Bei der Erstellung der sogenannten Matrikellisten im Königreich Bayern, erhielt Prichsenstadt 1817 zunächst neun jüdische Familien zugesprochen. Ein Nachtrag von 1821 erlaubte die Ansiedlung einer weiteren Familie. Die Juden übten unterschiedliche Tätigkeiten aus, unter anderem waren sie Schmuser, Spengler, Landwirt oder als Wirt tätig. Um 1800 errichtete die Gemeinde eine erste Synagoge, zuvor hatte wohl ein Privathaus als Betsaal gedient. Das neue Gebäude wurde 1835 erstmals erwähnt.
Im Laufe des 19. Jahrhunderts verbesserte sich allmählich die wirtschaftliche Situation und auch die rechtliche Stellung der in Prichsenstadt ansässigen Juden. Gleichzeitig wurden sie auch gesellschaftlich mehr und mehr akzeptiert. Der Turnverein von 1861 hatte zwischen 1899 und 1903 mit Bernhard Frank einen jüdischen Vorstand, ebenso engagierten sich die Juden im Rauchclub und im Fahrradverein. Im Ersten Weltkrieg fielen drei jüdische Männer aus Prichsenstadt. Alle drei wurden auf dem Kriegerdenkmal von 1932 im Friedhof verewigt.
In der Weimarer Republik gingen einige Gemeindemitglieder auch in die Kommunalpolitik. Im Jahr 1919 wurden Bernhard Frank und Moriz Hahn in den Stadtrat von Prichsenstadt gewählt. Bereits seit dem 19. Jahrhundert sank die Zahl der Gemeindemitglieder allerdings stetig. So unterrichtete Lehrer Salomon Bierschild im Jahr 1932 lediglich fünf jüdische Kinder in der neuen Synagoge, die bereits im Jahr 1912 eingeweiht werden konnte.

### Während des Nationalsozialismus (1933–1942)
Zur Zeit der nationalsozialistischen Machtergreifung im Jahr 1933 lebten noch um die 60 Personen jüdischen Glaubens in Prichsenstadt. Bereits 1934 kam es zu Repressionen gegen die Juden, die ersten Verhaftungen wurden ausgesprochen. Ein jüdischer Mitbürger wurde in das KZ Dachau eingeliefert und nahm sich dort aufgrund der Quälereien durch die SS-Aufseher schon nach wenigen Wochen selbst das Leben. Bis zum Jahr 1938 hatte sich die Gemeinde weiter dezimiert. Viele Familien verließen Prichsenstadt und versuchten zu emigrieren. Bevorzugte Auswanderungsziele waren die USA und Palästina.
Die Novemberpogrome des Jahres 1938 begannen in Prichsenstadt in den Morgenstunden des 10. November. Zunächst wurden von SA-Leuten und Parteifunktionären die jüdischen Häuser nach Waffen und verbotener Literatur durchsucht. Am frühen Nachmittag drangen SS-Männer in die Synagoge ein und zerstörten die Einrichtung. Außerdem versuchten sie das Gebäude anzuzünden, wurden allerdings vom Bürgermeister abgehalten, weil der das Übergreifen der Flammen auf andere Gebäude verhindern wollte, aber auch an eine zukünftige Verwendung des Gebäudes als HJ-Heim dachte.

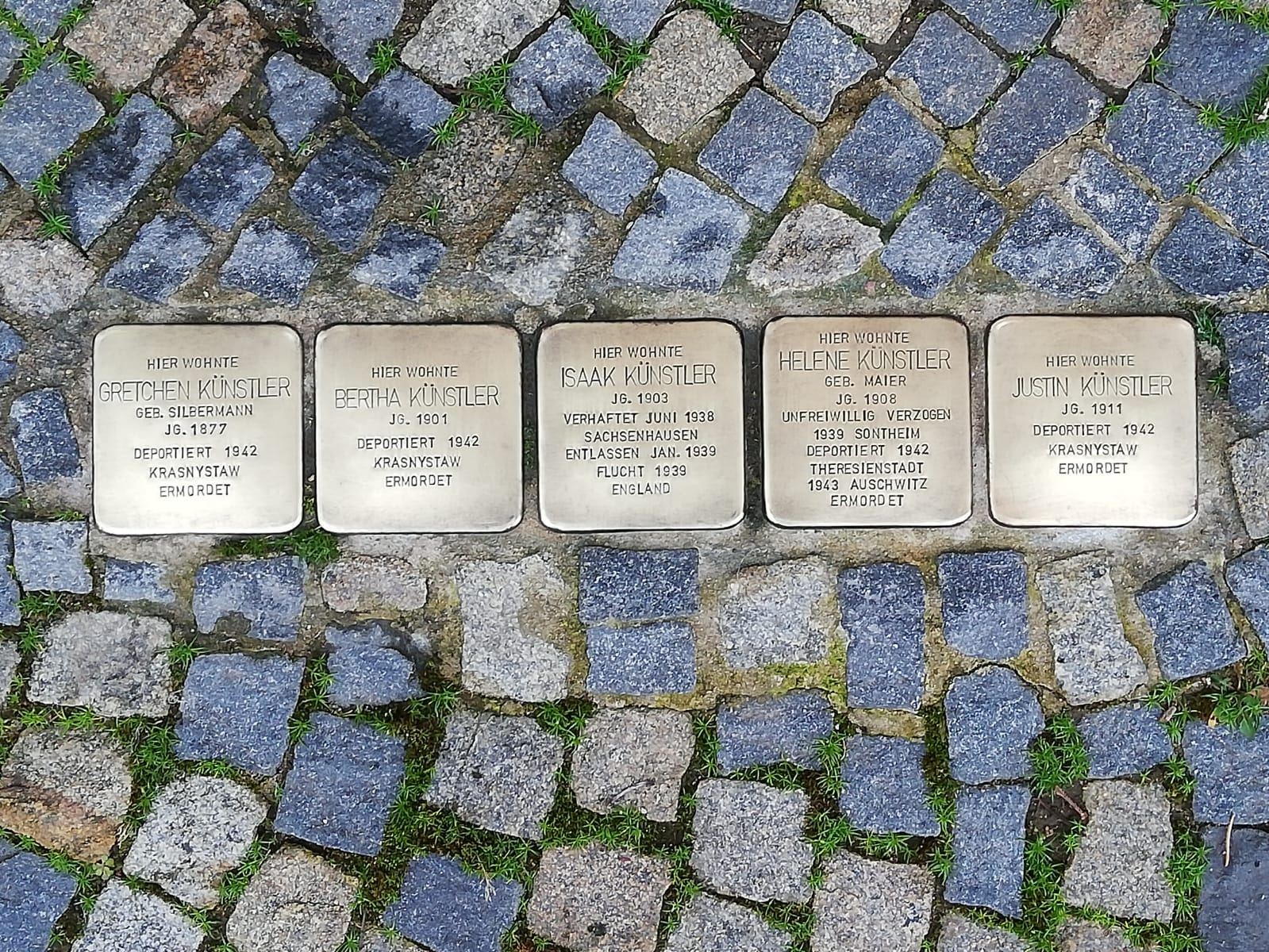
Die Stolpersteine am Karlsplatz 9 erinnern an die jüdischen Opfer des Nationalsozialismus

Das Schulzimmer für den Religionsunterricht und die Wohnung des Religionslehrers Alfred Grünebaum im Synagogengebäude wurden demoliert, Mobiliar und Lebensmittelvorräte auf die Straße geworfen. Die Gebetbücher der Synagoge wurden sogar auf der Straße verbrannt. Man zwang die Frau des Lehrers Grünebaum sogar, die Thora aus der Synagoge selbst ins Feuer zu werfen. Mehrere jüdische Personen wurden im Zuge der Pogrome festgenommen, Lehrer Alfred Grünebaum und Berthold Frank wurden ins KZ Dachau gebracht. Die SS-Männer zogen nach Altenschönbach weiter.
Ab dem Jahr 1939 mussten die Juden ihre Häuser verkaufen, meist unter dem eigentlichen Wert. Die Prichsenstadter Juden wurden daraufhin im Freihof untergebracht. Ende September 1939 wurde verfügt, dass die Juden nur noch in ausgewählten Geschäften einkaufen sollten. Trude Fleischmann, das letzte schulpflichtige Mädchen in Prichsenstadt, war vom Besuch der Volksschule in Prichsenstadt ausgeschlossen und musste jeden Tag nach Kitzingen fahren, um dort die jüdische Volksschule zu besuchen. Unter dem Druck dieser Repressionen nahm die Auswanderung weiter zu, sodass 1942 noch zehn Personen jüdischen Glaubens in Prichsenstadt lebten.
Am 20. April 1942 erhielten sieben Personen die Information, sie sollten „evakuiert“ werden. Am 22. April ging es mit der Bahn nach Würzburg, ehe am 25. April der Transport nach Izbica stattfand. Die verbliebenen drei Alten blieben bis in den September 1942 in Prichsenstadt, ehe sie in das Ghetto Theresienstadt deportiert wurden. Zusätzlich holte man Klara Grünlaub aus einem Würzburger Altenheim, um sie ebenfalls zu deportieren.
Im Januar und Februar 1950 kam es vor dem Landgericht Schweinfurt zur Anklage gegen 20 Beteiligte an den Novemberpogromen. Der Hauptangeklagte S. erhielt zwei Jahre Haft, während K. acht Monate auf Bewährung erhielt. Weitere drei Verfahren wurden eingestellt, während die restlichen 15 Angeklagten aus Mangel an Beweisen freigesprochen wurden. Die Synagoge ist heute ein Wohnhaus. In Prichsenstadt begann im Jahr 2016 ein Verein mit der Verlegung von Stolpersteinen, die an die jüdischen Mitbürger erinnern sollen.

## Gemeindeentwicklung
Die Kultusgemeinde war ab dem Jahr 1839 dem bayerischen Distriktsrabbinat Niederwerrn zugeordnet, welches ab 1864 ins Distriktsrabbinat Schweinfurt umgewandelt wurde.
| Jahr | Mitglieder | Jahr | Mitglieder | Jahr | Mitglieder | Jahr | Mitglieder | Jahr | Mitglieder | Jahr | Mitglieder | Jahr | Mitglieder | Jahr | Mitglieder | Jahr | Mitglieder |
| ---- | ---------- | ---- | ---------- | ---- | ---------- | ---- | ---------- | ---- | ---------- | ---- | ---------- | ---- | ---------- | ---- | ---------- | ---- | ---------- |
| 1813 | 42         | 1830 | 46         | 1875 | 59         | 1880 | 74         | 1895 | 68         | 1900 | 54         | 1910 | 72         | 1925 | 55         | 1933 | 53         |